# Abigail Spencer

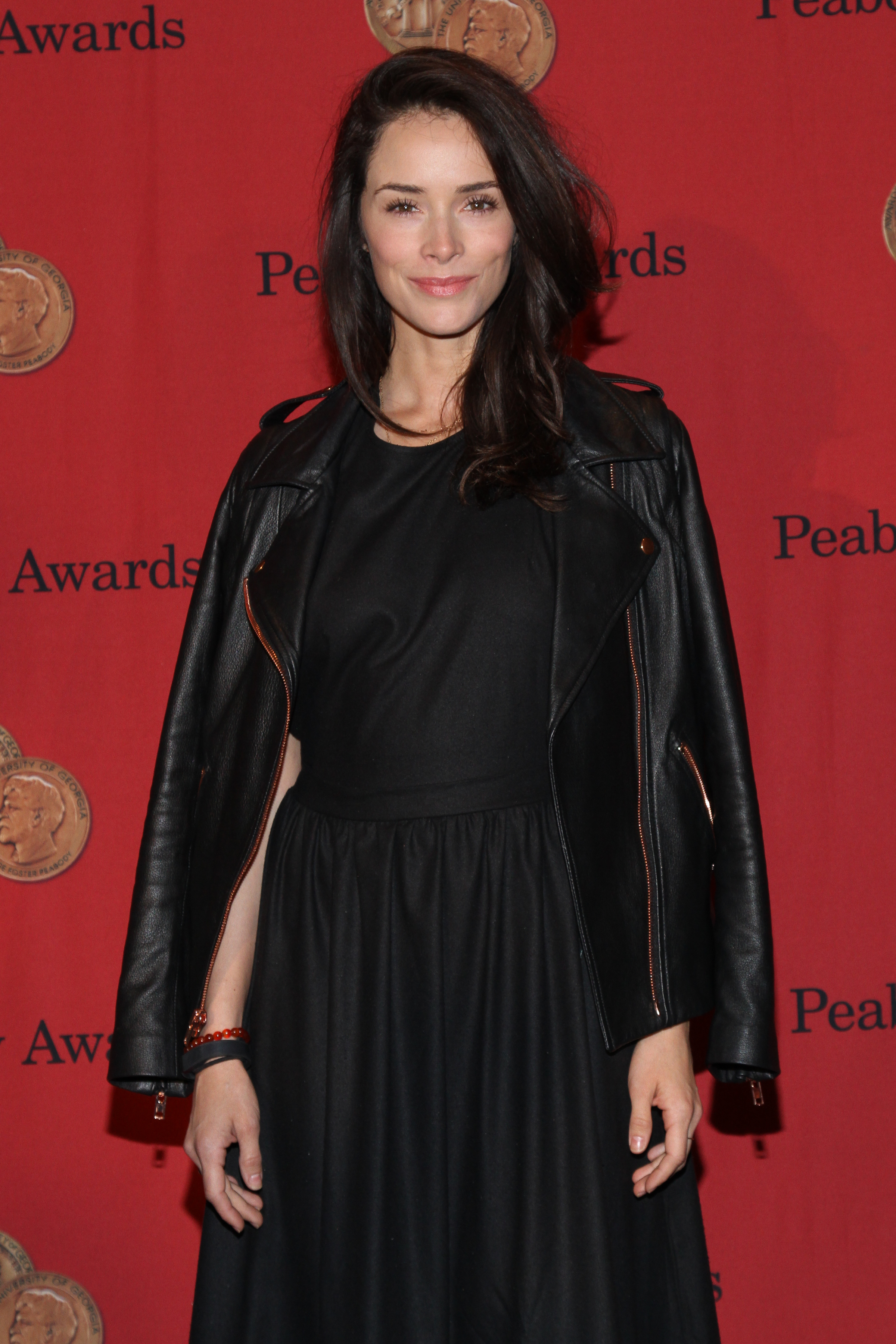
Abigail Spencer (2014)

Abigail Leigh Spencer (ur. 4 sierpnia 1981) – amerykańska aktorka, która wystąpiła m.in. w serialach: Poza czasem, Rectify i Detektyw.

## Filmografia

### Filmy
| Rok  | Tytuł                                            | Rola              | Uwagi           |
| ---- | ------------------------------------------------ | ----------------- | --------------- |
| 2001 | Campfire Stories                                 | Melissa           |                 |
| 2003 | Truth and Dare                                   | Skye              |                 |
| 2005 | Ojcowie i synowie                                | Clarissa          |                 |
| 2005 | A Coat of Snow                                   | Sandy             |                 |
| 2006 | Hooked                                           | Wendy             | krótkometrażowy |
| 2007 | Passing the Time                                 | Jessica           | krótkometrażowy |
| 2007 | Jekyll                                           | Talia Carew       |                 |
| 2010 | In My Sleep                                      | Gwen              |                 |
| 2011 | Kowboje i obcy                                   | Alice             |                 |
| 2012 | A więc wojna                                     | Katie             |                 |
| 2012 | Wysoka fala                                      | Brenda Hesson     |                 |
| 2013 | The Haunting in Connecticut 2: Ghosts of Georgia | Lisa Wyrick       |                 |
| 2013 | Oz: Wielki i potężny                             | May               |                 |
| 2013 | Kilimanjaro                                      | Yvonne            |                 |
| 2013 | Here and Now                                     | Kobieta           | krótkometrażowy |
| 2014 | Beautiful Now                                    | Romy              |                 |
| 2014 | Powiedzmy sobie wszystko                         | Quinn Altman      |                 |
| 2014 | The Pieces                                       | Vanessa           | krótkometrażowy |
| 2014 | Fałszerz                                         | Agentka Paisley   |                 |
| 2015 | H8RZ                                             | Laura Sedgewick   |                 |
| 2016 | The Heyday of the Insensitive Bastards           | Abigail           |                 |
| 2016 | Kochane życie                                    | Lolita Nowicki    |                 |
| 2017 | Three Women                                      | Madeline          | krótkometr.     |
| 2018 | Buttons                                          | dorosła Annabelle |                 |

### Seriale telewizyjne
| Rok                    | Tytuł                             | Rola                            | Uwagi                                               |
| ---------------------- | --------------------------------- | ------------------------------- | --------------------------------------------------- |
| 1998–2001              | Wszystkie moje dzieci             | Rebecca 'Becca' Tyree           |                                                     |
| 2005                   | CSI: Kryminalne zagadki Las Vegas | Becky Lester                    | 1 odc.                                              |
| 2005                   | Introducing Lennie Rose           | Lennie Rose                     | pilot serialu                                       |
| 2006                   | Killer Instinct                   | Violet Summers                  | 1 odc.                                              |
| 2006                   | Kochane kłopoty                   | Megan                           | 1 odc.                                              |
| 2006                   | Oczy Angeli                       | Angela Henson                   | gł. rola, 13 odcinków                               |
| 2007                   | Zaklinacz dusz                    | Cindy Brown                     | 1 odc.                                              |
| 2007, 2014             | Jak poznałem waszą matkę          | Blah Blah (Carol)               | 2 odc.                                              |
| 2008                   | Welcome to the Captain            | Claire Tanner                   | 1 odc.                                              |
| 2008                   | Kości                             | Phillipa Fitz                   | 1 odc.                                              |
| 2008                   | Pod osłoną nocy                   | Simone Walker                   | 1 odc.                                              |
| 2009                   | Rex Is Not Your Lawyer            | Lindsey Steers                  | pilot serialu                                       |
| 2009                   | Prywatna praktyka                 | Rachel                          | 1 odc.                                              |
| 2009                   | Mad Men                           | Suzanne Farrell                 | 6 odcinków                                          |
| 2009                   | Castle                            | Sarah Reed                      | 1 odc.                                              |
| 2010                   | Zbrodnie Palm Glade               | Ashley Carter                   | 1 odc.                                              |
| 2010                   | Siostra Hawthorne                 | dr Erin Jameson                 | 8 odc.                                              |
| 2011                   | Grace                             | Sarah Grace                     | pilot serialu                                       |
| 2011, 2013-16, 2018-19 | W garniturach                     | Dana 'Scottie' Scott            | rola "powracająca"                                  |
| 2012–13                | Ognista miłość                    | Annie                           | 16 odc.                                             |
| 2013                   | NTSF:SD:SUV::                     | Abigail                         | 1 odc.                                              |
| 2013–16                | Rectify                           | Amantha Holden                  | główna obsada nominacje: Critics’ Choice i Satelita |
| 2015                   | Detektyw                          | Gena Brune                      | 6 odc.                                              |
| 2016                   | Comedy Bang! Bang!                | Vanna                           | 1 odc.                                              |
| 2016-18                | Poza czasem                       | Lucy Preston                    | główna rola                                         |
| 2017, 2019, 2021       | Chirurdzy                         | Megan Hunt                      | rola drugoplanowa                                   |
| 2019                   | Reprisal                          | Doris Dearie / Katherine Harlow | gł. rola                                            |
| 2021                   | Rebel                             | dr Misha Nelson                 | 9 odc.                                              |